# Dagobert Sigmund von Wurmser
Dagobert Sigmund von Wurmser vagy Dagobert Siegmund von Wurmser gróf (Strasbourg, 1724. május 7. – Bécs, 1797. augusztus 22.), elzászi származású katonatiszt, német-római császári tábornagy. Az osztrák örökösödési háborúban és a hétéves háborúban a Francia Királyság haderejében harcolt, 1763-tól a Habsburg Birodalom szolgálatába állt. Az első koalíciós háború során a rajnai fronton harcolt a francia forradalmi haderő ellen. A franciák első itáliai hadjáratában döntő vereséget szenvedett Bonaparte tábornokkal szemben.

## Élete

### A francia király szolgálatában
Elzászi német nemesi családban született, a Francia Királyság alattvalójaként. Apja, Frantz Jacob Wurmser von Vendenheim, fiát a strasbourg-i Szent Miklós-templomban kereszteltette, protestáns vallása szerint. 17 évesen, 1741-ben XV. Lajos francia király hadseregében kezdte pályafutását. Az osztrák örökösödési háború (1740–1748) kezdetén Charles de Rohan-Soubise herceg, tábornagy hadseregében harcolt.
1742-ben Charles Louis Auguste Fouquet-nak, Belle-Isle hercegének expedíciós hadseregének tagjaként részt vett a csehországi hadjáratban. 
1747-ben lovassági kapitánnyá nevezték ki.

### A Habsburg császár szolgálatában
1750-ben apja elhagyta Elzászt, és a Habsburg Birodalomba költözött. Fia követte apját, és átlépett a Habsburg-ház szolgálatába. Kitüntetéssel harcolt a hétéves háborúban (1756–1763). 1761. január 30-án Lotaringiai Ferenc császár a Német-római Birodalom grófjává emelte. 1763-ban vezérőrnagyi rangba léptették elő. 1773-ban a Graf Wurmser huszárezred parancsnokává nevezték ki. Néhány évvel később altábornaggyá léptették elő.
A bajor örökösödési háborúban (1778–1779) egy előretolt császári hadtestet vezényelt. 1778 októberében mindkét hadviselő uralkodó, II. József császár és II. Frigyes porosz király visszavonta csapatait saját államhatárai mögé, mert mindketten tartottak II. Katalin orosz cárnő katonai beavatkozásától. A határvidéket kisebb huszár- és dragonyos egységek őrizték, Wurmser parancsnoksága alatt. 1779. január 18-án az alsó-sziléziai Habelschwerdtnél (ma: Bystrzyca Kłodzka, Lengyelország) megrohanta a betörésre készülő porosz csapatokat. A sikeres rajtaütésben Wurmser hadteste nagyszámú foglyot ejtett, köztük Adolf von Hessen-Philippsthal-Barchfeld őrgróf-vezérőrnagyot, II. Frigyes ezredparancsnokát.
A poroszok ellen elért sikereiért 1778. október 21-én József császár a Katonai Mária Terézia-rend lovagkeresztjével tüntette ki. Az 1779-es tescheni békeszerződés megkötése után Wurmser Bécsben, majd Csehországban töltött be parancsnoki tisztségeket. 1787-ben a császár lovassági tábornokká léptette elő, és kinevezte a Galíciában állomásozó császári erők vezénylő tábornokává (főparancsnokává). E minőségében részt vett az 1788–91-es Habsburg–török háborúban.

### A francia forradalom elleni háborúkban
A francia forradalmi háborúk kitörésekor, 1793 tavaszán Wurmser tábornokot kinevezték a felső-rajnai osztrák (Habsburg) haderő főparancsnokává. Több győzelmet aratott az Elzászba betört francia forradalmi csapatok fölött, így június 29-én a rohrbachi, július 5-én a germersheimi és július 27-én az essingeni csatákban. Győzelmei révén Wurmsernek sikerült megakadályoznia, hogy a francia forradalmi haderő áttörje a frontot és felmentse az ostromlott Mainz városát. Az erődített várost a francia védősereg 1793. július 23-án feladta.
1793. augusztus 23-án Elzászban, az ún. első weißenburgi csatában újabb vereséget mért a franciakra és kiűzte őket a Bienwald-erődből. II. Károly braunschweig–wolfenbütteli fejedelem segítségével október 13-án visszafoglalta a stratégiai fontosságú lauterburgi és weißenburgi erődített védősáncokat, melyeket még a spanyol örökösödési háború után épített ki a francia királyi hadvezetés, a frissen megszerzett Elzász védelmére a Rajna és a Vogézek között. Ezután azonban hátrányos helyzetbe jutott, több harctéri kudarc érte, végül 1793. december 26–29-én súlyos következményekkel járó vereséget szenvedett a második weißenburgi csatában (az elzászi város mai neve Wissembourg). Wurmser erősen meggyengült hadserege december végén visszavonult a Rajna mögé. Wurmsert 1794 januárjában visszahívták.
1795 őszén a franciák nagy offenzívát indítottak, több helyen átkeltek a Rajnán, benyomultak német területre és elfoglalták Mannheim erődvárost, az akkori Rajnai Palotagrófság fővárosát. Wurmser, aki augusztusban ismét átvette a felső-rajnai császári hadsereg főparancsnokságát, Clerfayt táborszernaggyal, a Rajna-menti főparancsnokkal együtt Mannheim visszafoglalására indult. Október 18-án a város előtt vereséget mért a franciákra, és november 22-én visszafoglalta a fontos erődítményt.

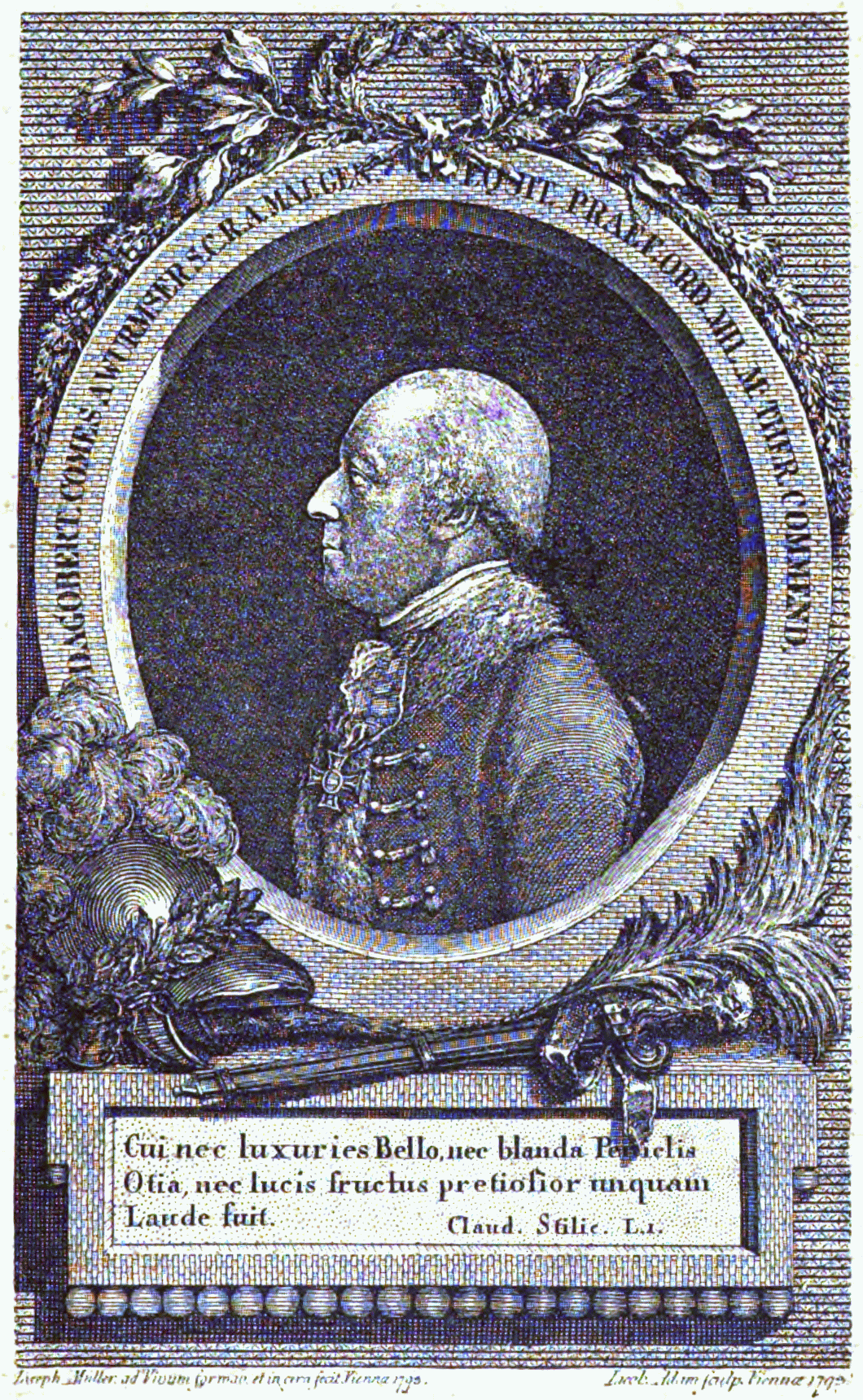
Az idős Wurmser altábornagy

### Bonaparte ellen Itáliában
1796. június végén a 72 éves Wurmsert tábornagyi rangban kinevezték Beaulieu táborszernagy helyére, az osztrák Itáliai Hadsereg élére. Wurmser a felső-rajnai hadsereg 25 000 emberével Trientbe vonult, itt egyesült Beaulieu szétvert csapatainak maradványaival. Az újjászervezett itáliai hadsereg Wurmser parancsnoksága alatt, három oszlopban vonult Mantova felé.
Az előhad, melyet Wurmser vezérkari főnöke, Quosdanovich (Gvozdanović) altábornagy vezetett, előretört a Garda-tó felé. Egy felderítő huszárezred rajtaütött Brescia francia helyőrségén és több száz foglyot ejtett. Július 29 és augusztus 12 között Wurmser csapatai visszaszorították a franciákat, akiknek fel kellett hagyniuk Mantova ostromával.
Ezután azonban Wurmser magával Napoléon Bonaparte tábornokkal került szembe. A gyorsan mozgó francia csapatok elvágták és a hegyekbe szorították Quosdanovich csapatait, majd Wurmser hadoszlopa ellen fordultak. Wurmser sorozatos vereségeket szenvedett, a legsúlyosabbat augusztus 5-én, a castiglionei csatában, ahol Bonaparte csapdájába esve ő maga is majdnem a rohamozó francia lovasság fogságába jutott. Seregének maradványaival Wurmser az Etsch (Adige) folyó keleti partjára, Trientbe szorult vissza. Szeptember 8-án az újjászervezett osztrák csapatok (kétszeres létszámfölényük ellenére) az első bassanói csatában újabb vereséget szenvedtek Bonapartétól. Szeptember 13-án Wurmser Mantova erődjébe menekült, amelyet a franciák ismét ostromzár alá vettek. A felmentő haderőre érkezését váró erődvárosban kifogytak a készletek, a védőket éhezés és betegségek tizedelték.
1797 januárjában az osztrákok újabb hadjáratot vezettek Észak-Itáliába. Alvinczi József táborszernagy megkísérelte Mantova felmentését, de Bonaparte tábornok január 14–15-én a rivoli csatában szétverte seregét. Egy kisebb kontingens eljutott el Mantova közelébe, de a franciák azt is megadásra kényszerítették. A katasztrofális helyzetbe jutott védősereg 1797. február 2-án feladta a várost. Wurmser tábornagynak és 500 emberének a győztes Bonaparte tábornok szabad elvonulást engedélyezett. A többiek, mintegy 16 000–20 000 katona, köztük 6000 beteg franciák hadifogságba jutott. A császáriak teljes tüzérsége Bonaparte zsákmánya lett.
Az észak-itáliai katasztrófa ellenére a Bécsbe visszatért Wurmsert a Magyarországon állomásozó osztrák hadak főparancsnokává (azaz Magyarország katonai kormányzójává) nevezték ki, de az idős tábornagy augusztus 22-én elhunyt, még mielőtt új tisztségét elfoglalta volna. Helyére Alvinczi József táborszernagyot nevezték ki.

## Családja
1761. január 25-én az elzászi Vendenheimben feleségül vette Sophia Henrietta Rosina Juliana von und zu der Thann grófkisasszonyt, aki három gyermeket szült férjének:
- Henrietta Theresia (1763–1763)
- Henriette Dorothea (1767–1827), aki 1783. július 5-én Prágában feleségül ment Karl Heinrich Johann Wilhelm von Schlitz birodalmi grófhoz (1752–1826)[6]
- Christian (1768–1844)

Felesége 1772. június 27-én a csehországi Trautenau városban (ma: Trutnov, Cseh Közt.) elhunyt, terhességi komplikációk következtében. A sziléziai Michelsdorf községben temették el.

## Megítélése, emlékezete
Hadvezéri pályafutása során Wurmser tábornok kiváló képességű, alapvetően sikeres hadszíntéri parancsnokként működött. Itáliai kudarcait élete utolsó éveiben, 72–73 éves korában szenvedte el. Bírálói idős korából adódó meggyengült parancsnoki döntésképességét hangsúlyozzák. Vezérkari főnöke, a horvát származású Quosdanovich (Gvozdanović) altábornagy (1738–1802) 58 éves, hadtestparancsnoka, Alvinczi táborszernagy 61 éves volt az itáliai hadjárat kezdetén. Velük szemben az új francia forradalmi hadsereg feltörekvő, innovatív parancsnoka, a 27 éves Bonaparte tábornok állt. Ugyanakkor Wurmser tisztikarában is több fiatal csapatparancsnok szolgált, pl. a 25 éves Károly főherceg és Schwarzenberg herceg, akik a későbbi hadjáratokban sikerrel harcoltak Napóleon ellen. Ifjabb kortársai pusztán az itáliai kudarc alapján minősítették. Az 1796-ban 30 éves Radetzky, aki 1795-től lovassági századosi (Rittmeister) rangban szolgált Wurmser keze alatt, kíméletlenül írt egykori, már idős korú parancsnokáról: „tehetetlen aggastyán, süket, vén, akaratgyenge”.
Ferenc József császár 1863. február 28-án kiadott határozatában Wurmser tábornagyot „Ausztria leghíresebb és példaképként örökké követésre méltó hadvezéreinek” sorába emelte. Tiszteletére és emlékezetére 1867-ben az akkor újonnan épült bécsi Császári-királyi Udvari Hadimúzeumban (a mai Hadtörténeti Múzeumban), a Hadvezérek csarnokában felállították életnagyságú szobrát, melyet Angelo Malgrati szobrász készített carrarai márványból. A szobrot maga Ferenc József császár avatta fel.
1894-ben Bécs 15. kerületében, Rudolfsheim-Fünfhaus-ban utcát neveztek el róla (Wurmsergasse).